# Beyoncé (album)
Beyoncé is het vijfde solo-album van de Amerikaanse gelijknamige zangeres. Het album werd uitgebracht op 13 december 2013 door Parkwood Entertainment en Columbia Records. Het album wordt gezien als een "visueel album", waarbij de nummers begeleid worden door niet-lineaire korte films die de muzikale concepten illustreren die tijdens de productie zijn bedacht. Het donkere, intieme onderwerpmateriaal omvat feministische thema's van seks, monogame liefde en relatieproblemen, geïnspireerd door het verlangen van Beyoncé om haar volledige creatieve vrijheid te laten gelden.
De eerste opname van het album begon in New York, waar Beyoncé producers en songwriters uitnodigde om een maand bij haar in te wonen. Tijdens een uitgebreide tournee het volgende jaar, veranderde het album omdat ze het idee had om een visuele begeleiding van de nummers te creëren en de opnamesessies met elektronische producer en rockmuzikant Boots hervatte. Hun samenwerking leidde tot meer sonisch experimenteel materiaal, dat hedendaagse R&B combineerde met elektronische soulmuziek. Gedurende deze periode werden de nummers en video's van het album in strikte geheimhouding gecomponeerd toen Beyoncé een onverwachte release bedacht.
Beyoncé (het album) werd digitaal uitgebracht in de iTunes Store zonder voorafgaande aankondiging of promotie, daarna debuteerde de plaat op nummer één in de Amerikaanse Billboard 200, waarmee Beyoncé haar vijfde opeenvolgende nummer één album binnenhaalde. Het album verkocht in de eerste drie dagen van de verkoop meer dan 617.000 exemplaren in de Verenigde Staten en 828.773 exemplaren wereldwijd, en werd tot dat moment het snelst verkopende album in de geschiedenis van de iTunes Store. Volgens de Internationale Federatie van de Fonografische Industrie (IFPI) was Beyoncé wereldwijd het tiende best verkochte album van 2013. Het ontving universele bijval van critici, die de productie, de verkenning van seksualiteit en vocale lof prestatie. Het album werd opnieuw uitgegeven in november 2014 als onderdeel van een platina-editie, samen met een uitgebreid spel met nieuwe nummers, en heeft wereldwijd meer dan 5 miljoen exemplaren verkocht. Een deel van het album werd gepromoot tijdens de Mrs. Carter Show World Tour.

## Visuals
Beyoncé overwoog voor het eerst het idee om een "visueel album" te maken in juni 2013, toen slechts drie of vier nummers waren voltooid. Ze legde haar motivatie uit en zei dat ze vaak afbeeldingen, jeugdherinneringen, emoties en fantasieën zou verbinden met liedjes die ze zat te componeren, en dat ze "wilde dat mensen de liedjes zouden horen met het verhaal dat in mijn hoofd zit, want dat is dat wat maakt het van mij".
De video's werden gefilmd tussen juni en november 2013 in verschillende landen terwijl de zangeres reisde tijdens haar wereldtournee. Todd Tourso, die de video's regisseerde voor Jealous en Heaven, diende als creatief directeur voor het hele project. Omdat de meeste video's buiten de VS werden gemaakt, was de bemanning rond de video's klein (een regisseur, de zangeres, de visagiste, styliste en beveiliging). Bij het filmen in het openbaar droeg Beyoncé een oortelefoon in plaats van dat de muziek hardop werd afgespeeld, om het geheim van het project te behouden en te voorkomen dat liedjes lekken.

## Artwork
Tourso   kreeg de taak om de cover van Beyoncés album te ontwerpen. Meer dan drie maanden overwoog hij meer dan honderd opties, maar toch ging hij door met zijn allereerste idee. Hij werd geïnspireerd door de cover van het gelijknamige vijfde studioalbum van Metallica (1991) om een gedurfde uitspraak te doen, specifiek om af te wijken van een "beautyshot" van Beyoncé waarvan hij dacht dat die zou worden verwacht. Hij gebruikte een lettertype dat lijkt op plakkaten dat in bokswedstrijden werd gebruikt om schurende mannelijkheid voor te stellen, die in contrast stond met het grijs-roze lettertype dat hij beschreef als "een subversie van vrouwelijkheid".

## Release en promotie
Gedurende 2013 werkte Beyoncé strikt geheim aan het project door details van het album met een kleine kring van mensen te delen en voortdurend de deadline te verschuiven, die pas een week voor de release werd afgerond.

## Singles
Twee singles werden uitgebracht van Beyoncé. XO beïnvloedde hedendaagse hit radio in Italië en hete volwassen hedendaagse radio in de Verenigde Staten op 16 december 2013. De volgende dag had het invloed op stedelijke hedendaagse radiostations in de Verenigde Staten . XO piekte op nummer vijfenveertig in de Amerikaanse Billboard Hot 100 en bereikte de top twintig in hitlijsten over de hele wereld.
Bij de release van XO werd de andere hoofdsingle Drunk in Love op 17 december 2013 uitgebracht. Het piekte op nummer twee in de Amerikaanse Billboard Hot 100. Drunk in Love piekte ook op nummer zeven in Nieuw-Zeeland en nummer negen in Frankrijk en het Verenigd Koninkrijk. Het nummer was platina gecertificeerd door de Recording Industry Association of America (RIAA).
Partition werd uitgebracht op 25 februari 2014 als de derde single van het album.
Op 24 april 2014 werd de videoclip voor de vierde single Pretty Hurts beschikbaar gesteld.
Flawless werd uitgebracht als de vijfde en laatste single van het album. De remix met Nicki Minaj werd uitgebracht op 12 augustus 2014.

## Tracklist
1. Pretty Hurts
2. Haunted
3. Drunk in Love (ft. Jay-Z)
4. Blow
5. No Angel
6. Partition
7. Jealous
8. XO
9. Flawless
10. Superpower (ft. Frank Ocean)
11. Heaven
12. Blue (ft. Blue Ivy)